# Stuff by Hilary Duff
Stuff by Hilary Duff – linia ubrań stworzona przez gwiazdę Hollywood Hilary Duff i rozprowadzana przez Target w Stanach Zjednoczonych, Kmart i Target w Australii, Zellers w Kanadzie i Edgar's w Republice Południowej Afryki.
Linia została wznowiona w 2006 r. dla reklamowania pierwszych perfum Duff "With Love". Hilary Duff powiedziała o swojej linii, że "odzwierciedla jej własny styl i smak. Jako projektantka, podróżuję po świecie - z Londynu do Japonii, Nowego Jorku do Los Angeles - aby dostosować swoje pomysły.
W lutym 2007 Duff pojechała do The View, aby promować swój nowy zapach i linię ubrań. 
Na stronie internetowej Stardoll.com gracze mogą zakupić wirtualne ubrania ze sklepu Stuff by Hilary Duff swej postaci.